# Tavelsjöodjuret
Tavelsjöodjuret sägs vara ett jättelikt mal-liknande djur som lever i Tavelsjön i Tavelsjö.
Dom gamla myterna om vad Tavelsjöoodjuret  är för slags varelse sträcker sig ända tillbaka till början av 1900-talet.